# Bata (Arad)
Bata è un comune della Romania di 1 225 abitanti, ubicata nel distretto di Arad, nella regione storica del Banato.
Il comune è formato da un insieme di 4 villaggi: Bata, Bacău de Mijloc, Bulci, Țela.